# Ефект бумеранга
Ефект бумеранга — груповий ефект, невизнання істинною сприйнятої інформації, дотримування попередньої установки, або формування нової оцінки подій чи особи, протилежного змісту, ніж повідомлена інформація. Вперше досліджений у діяльності ЗМІ.

## Психологічна характеристика
Вперше досліджений у діяльності засобів масової інформації; полягає в тому, що людина, яка сприймає інформацію, не визнає її істинною, а продовжує дотримуватись попередньої установки, або формується нова оцінка подій чи особи, протилежного змісту, ніж та інформація, яку людині повідомили. Ефект бумеранга виникає при повідомленні суперечливої інформації або при взаємодії людей, коли агресивні дії однієї особи, то спрямовані проти іншої, урешті-решт діють проти того, хто здійснює ці дії або негативно висловлюється. В умовах групи люди більш прихильні до спокійної людини, ніж до її агресивного суперника.